# Abadía de Rochefort

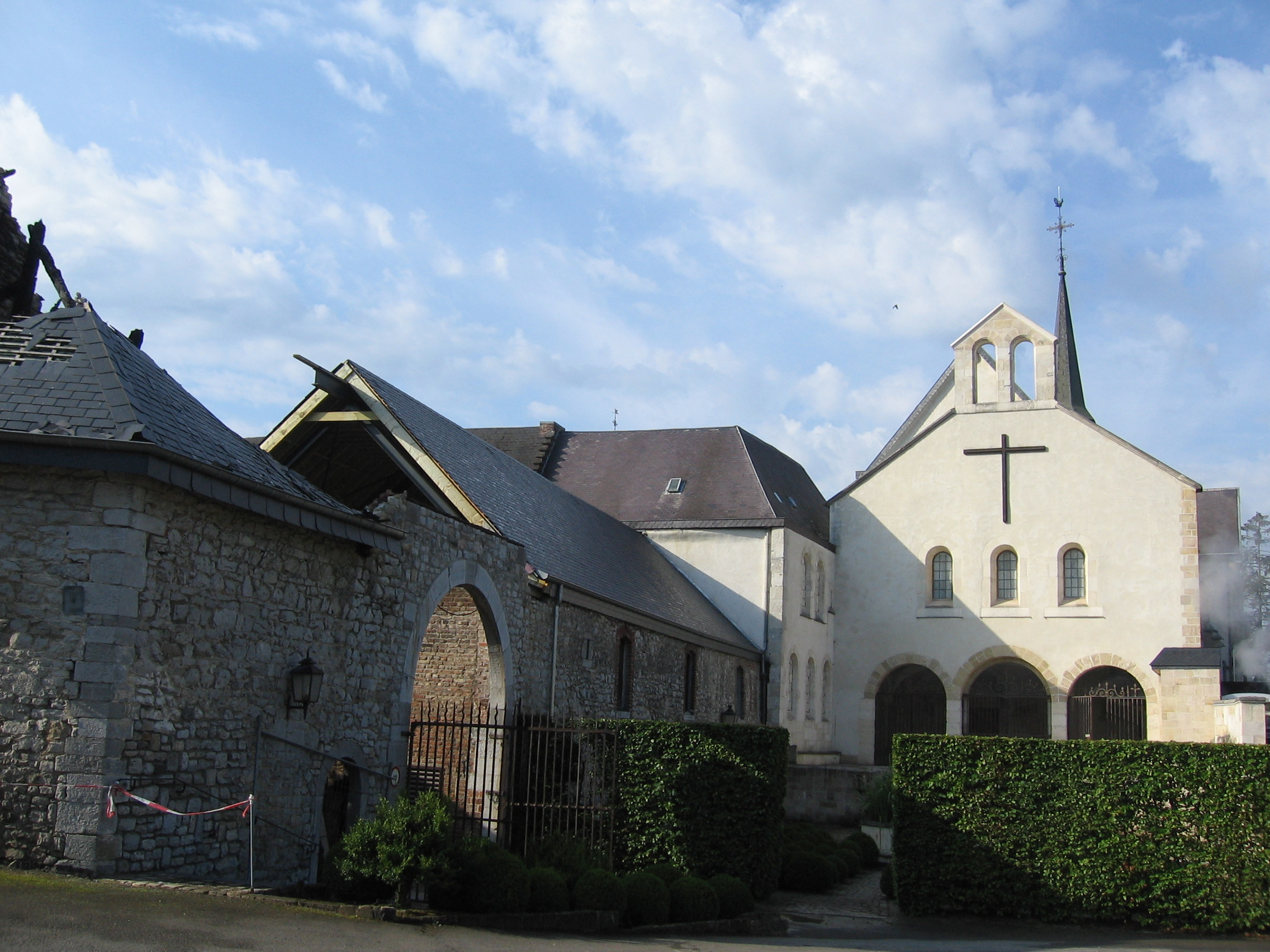
La entrada a la iglesia

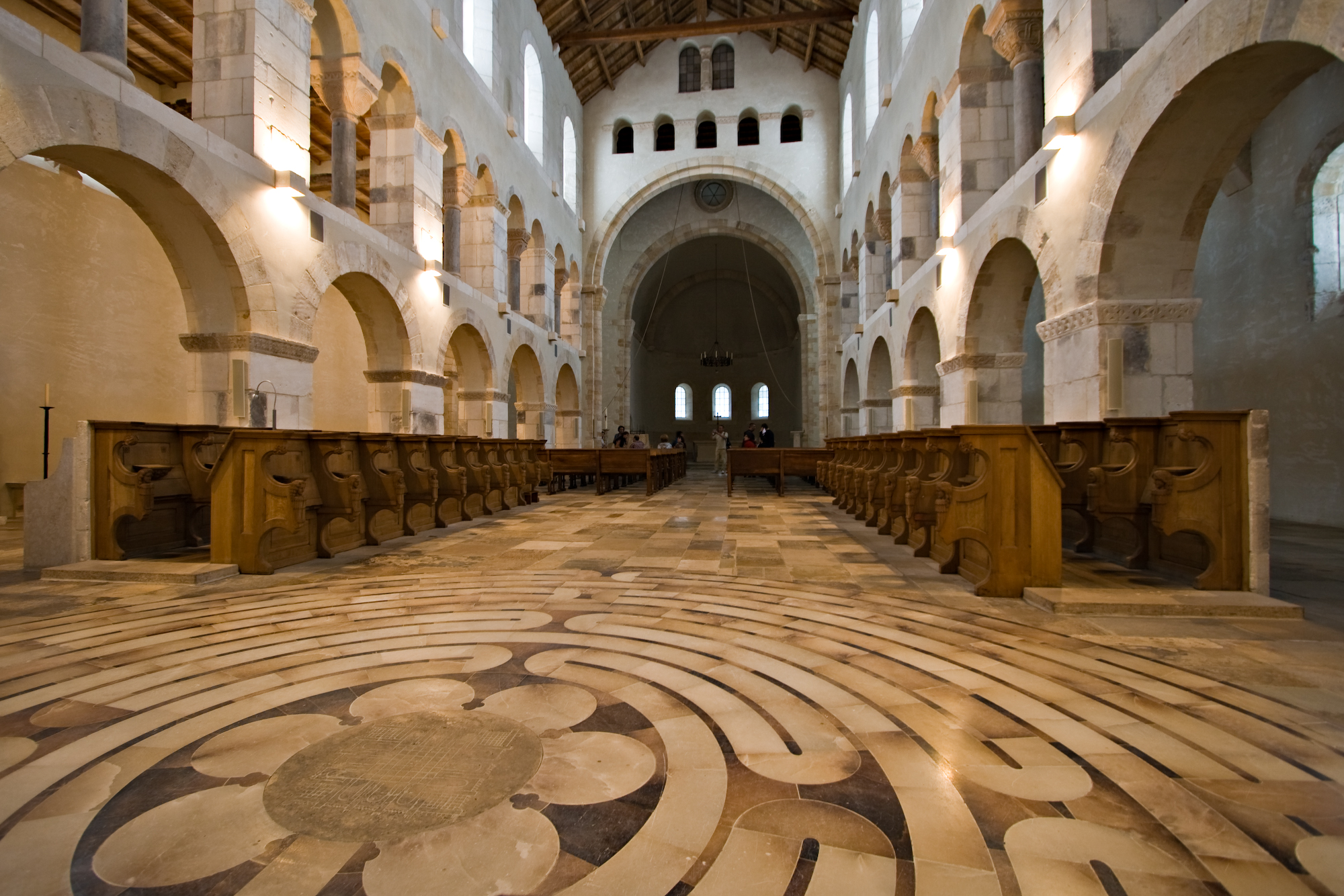
Interior de la iglesia

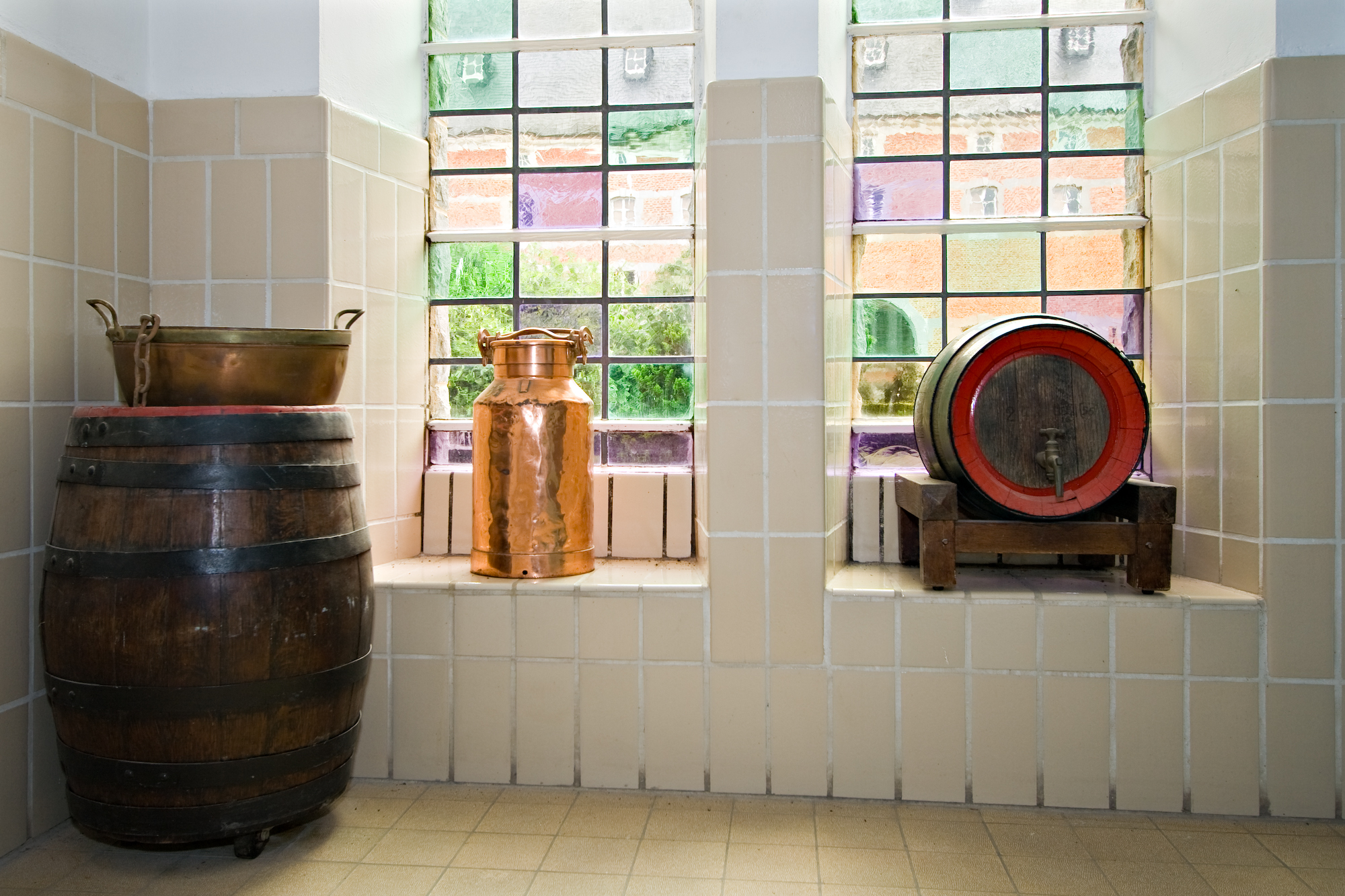
Fábrica de cerveza en la Abadía de Notre-Dame de Saint-Remy Rochefort

La Abadía trapense de Rochefort o Abadía de Notre-Dame de Saint-Rémy, que pertenece a la Orden Cisterciense de la Estricta Observancia, se encuentra en Rochefort , en la provincia de Namur (Valonia, Bélgica). La abadía es famosa por su vida espiritual y su fábrica de cerveza, que es una de las pocas fábricas de cerveza trapista del mundo. La vida en la abadía se caracteriza por la oración, la lectura y el trabajo manual, los tres elementos básicos de la vida trapense. El lema de la abadía es Curvata Resurgo.

## Historia

### Orígenes
Alrededor de 1230, Gilles de Walcourt, conde de Rochefort fundó un monasterio de monjas cistercienses llamado Secours de la catedral de Notre-Dame. En 1464 Louis de la Marck ordenó a las monjas abandonar el monasterio, que había decaído y fueron reemplazadas por monjes. El monasterio fue la última abadía dependiente directamente de la Abadía de Císter. Durante la Guerra de los Ochenta Años, la abadía fue saqueada y arrasada por los ejércitos protestantes de las Diecisiete Provincias (1568) y los ejércitos austriacos de Juan de Austria (1577). Alrededor de 1595, se fundó la primera fábrica de cerveza dentro de la abadía.
En el siglo XVII, la abadía sufrió la guerra, la hambruna y la peste. El 30 de abril de 1650, un ejército de Lorena, liderado por el barón de Châtelet, invadió la abadía. Los monjes tuvieron que huir a Marcas, haciéndolo de nuevo en 1652 y 1653.
En 1789 el ejército revolucionario francés invadió los Países Bajos Austriacos, y en 1797, la abadía fue clausurada y vendida a Lucien-José Poncelet. Poncelet demolió la abadía hacia 1805 y la convirtió en una granja. El material de la abadía se reutilizó para algunos edificios en Rochefort.

### La historia moderna
El 11 de octubre de 1887, el padre Anselmus Judong de la abadía de Achel, de la orden trapense, llegó a la antigua abadía y el 21 de diciembre de 1887 los edificios fueron comprados por los monjes de Achel. La abadía fue restaurada y los nuevos edificios fueron levantados. Se fundó una nueva cervecería, pero habrá que esperar hasta 1952 para que la fábrica de cerveza produzca suficiente cerveza para ser vendida.
La elaboración de la cerveza constituye la principal fuente de ingresos del monasterio desde el siglo XVI. La cervecería fue renovada en el año 1952 y produce cerveza de alta fermentación. La Orden Cisterciense de la Estricta Observancia es conocida por su aislamiento y la fábrica de cerveza no es accesible al público.
El 29 de diciembre de 2010, un gran incendio destruyó gran parte de la abadía. A pesar de que el incendio destruyó gran parte de la estructura de madera de los edificios, los monjes salieron ilesos y las llamas no causaron daños a las instalaciones de producción de cerveza.

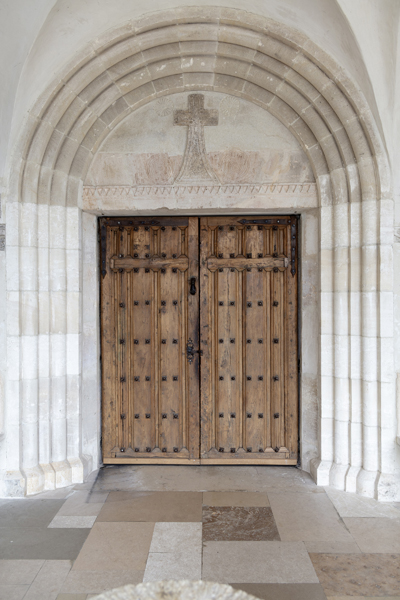
Entrada
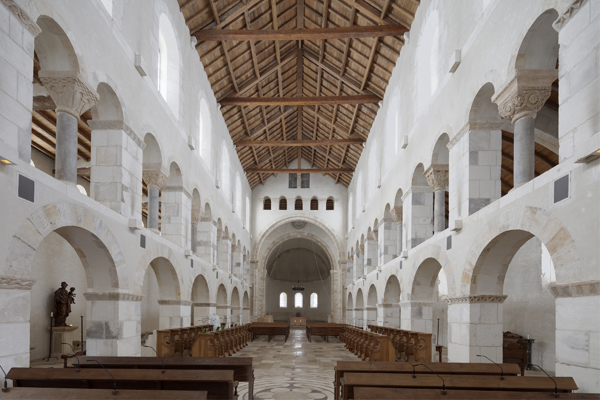
Interior
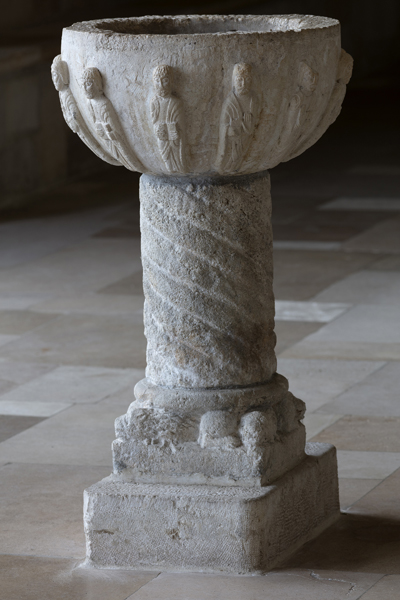
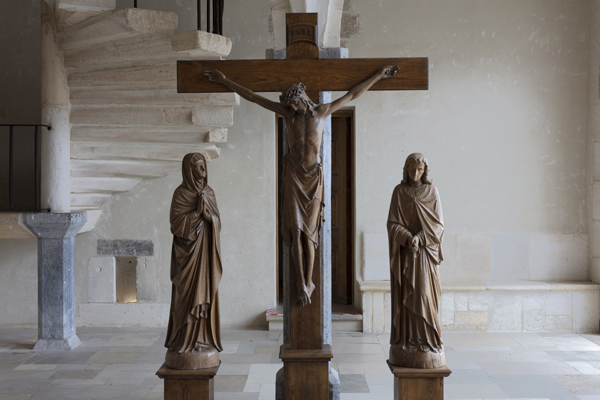
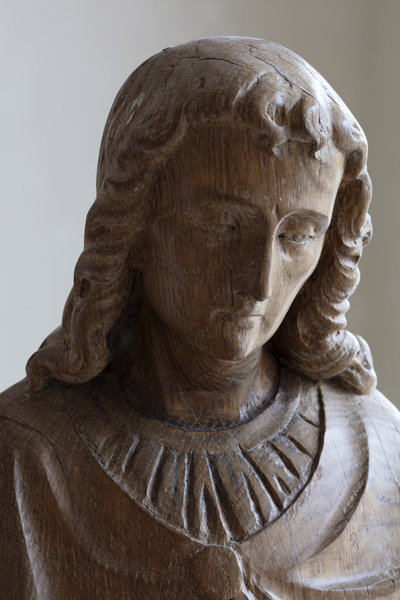